# Робърт Абела
Робърт Абела (на малтийски: Robert Abela) е малтийски политик от Лейбъристката партия.
Роден е на 7 декември 1977 година в Слима в семейството на адвоката и бъдещ политик Джордж Абела. През 2002 година завършва право в Малтийския университет, след което работи като адвокат. През 2017 година е избран за депутат, а през 2020 година, при оттеглянето на Джоузеф Мускат в резултат на убийството на Дафне Каруана Галиция, оглавява Лейбъристката партия. На 12 януари 2020 година той наследява Мускат и като министър-председател.